# カンペオナート・スダメリカーノ・デ・カンペオネス
カンペオナート・スダメリカーノ・デ・カンペオネス（西: Campeonato Sudamericano de Campeones）あるいはカンピオナート・スルアメリカーノ・ヂ・カンピオンイス（葡: Campeonato Sul-Americano de Campeões）は、1948年にチリ・サンティアゴで開催されたサッカー大会であり、スポーツの歴史上で初の全大陸的な大会であった。大会名は「チャンピオンの南米チャンピオンシップ」の意で、日本語では南米クラブ選手権とも呼ばれる。
大会は2月11日から3月17日まで行われた。大会はラウンドロビン方式で行われ、最多勝点を獲得したヴァスコ・ダ・ガマが優勝した。この大会はコパ・リベルタドーレスの前身と見られており、コパ・リオ・デ・ラ・プラタと共に南米クラブ選手権の創立に向う重要な足掛かりと見なされている。

## 概要
1910年代初頭から、アルゼンチンとウルグアイのクラブはコパ・リオ・デ・ラ・プラタ（両国の国内トップリーグのチャンピオンによる大会）を争っていた。この大会の大きな成功により大陸選手権を開催する考えが生まれた。
1929年、ナシオナル会長のRoberto EspilとJosé Usera Bermúdezは、南米サッカー連盟（CONMEBOL）のそれぞれの国のチャンピオンによる大会を思い描いた。地理的な分布と距離を分析した後、Espilは各国の準優勝クラブも含むプロジェクトを1946年に考案した。しかしながら、1930年代末に初めてこの着想の計画を立て実現したのは、コロコロ会長のDon Robinson Alvarez Marínであった。1948年、南米連盟会長のDon Luis Valenzuelaはついにコパ・デ・カンペオネス（チャンピオンズ・カップ）に向けて動き出した。
アウグスト、バルボーザ、ダニーロ、フリアサ、アデミール、シッコらを擁したヴァスコ・ダ・ガマは、最終戦でリーベル・プレートと引き分け優勝を決め、トロフィーを持ち去った。ヴァスコ・ダ・ガマは既にリトラルとエメレクをそれぞれ1対0、ナシオナルを3対1、デポルティーボ・ムニシパルを4対0で破り、ホストクラブのCSDコロコロとは1対1で引き分けていた。大会は試合的にも財政的にも成功し、1試合の平均観客数は39,549人であり、9,493,483 CLPの総収入が得られた。
この大会は、ヨーロッパにおけるヨーロピアンカップの創設のきっかけともなった。大会に居合わせていたフランスのジャーナリストJacques Ferranはフランスの新聞レキップで大会について取り上げた。Ferranは大会に心を奪われ、ヨーロッパに戻るとレキップ編集長のGabriel Hanotにアイデアを伝えた。

### その後
ヴァスコ・ダ・ガマは、自身を初の南米チャンピオンであると常に見なしていたものの、CONMEBOLに対してこの栄誉を認めて欲しいと求めたことはなかった。しかしながら1996年、CONMEBOLの書籍『30 Años de Pasión y Fiesta（情熱とパーティーの三十年）』がヴァスコ・ダ・ガマの取締役らによって発見された。この本ではコパ・リベルタドーレスの歴史について書かれており、1948年の大会がリベルタドーレスの「antecedente（前身）」であると記されていた。1996年4月29日のCONMEBOLのプレスリリースによると、ヴァスコ・ダ・ガマの取締役らはCONMEBOLの執行委員会に対して、前述の栄誉の承認とスーペルコパ・スダメリカーナの参加クラブとしてヴァスコ・ダ・ガマを受け入れるよう求めた。

## 参加クラブ
主催者の目的は、南米各国の最も重要な大会のチャンピオンを招待することであった。大会で最も有名であったのは、ホストクラブのコロコロ（チリ）、アルフレッド・ディ・ステファノ擁するリーベル・プレート（アルゼンチン）、アティリオ・ガルシア擁するナシオナル（ウルグアイ）、そしてヴァスコ・ダ・ガマ（ブラジル）であった。これら4カ国は南米サッカーの覇権を握るようになり、コパ・リベルタドーレスでは1960年から1978年の全ての大会と、1960年から現在までの大会の90%で優勝している。
| 所在国       | クラブ                     | 資格                                                  |
| ------------ | -------------------------- | ----------------------------------------------------- |
| アルゼンチン | リーベル・プレート         | 1947 プリメーラ・ディビシオンチャンピオン             |
| ボリビア     | リトラル                   | 1947 ラパスチャンピオン                               |
| ブラジル     | ヴァスコ・ダ・ガマ         | 1947 リオデジャネイロ州選手権チャンピオン             |
| チリ         | コロコロ                   | 開催国および1947 プリメーラ・ディビシオンチャンピオン |
| エクアドル   | エメレク                   | 1946 グアヤキルリーグチャンピオン                     |
| ペルー       | デポルティーボ・ムニシパル | 1946 プリメーラ・ディビシオン準優勝                   |
| ウルグアイ   | ナシオナル                 | 1947 プリメーラ・ディビシオンチャンピオン             |

当時、エクアドル、ブラジル、コロンビア、ボリビアには全国チャンピオンが存在しなかった。エクアドルに関しては、1946年のグアヤキルリーグチャンピオンであるエメレク（1947年はリーグが開催されなかった）がキトリーグチャンピオンに優先された。これはコパ・アメリカ1947の全試合がエメレクのスタジアムで行われたことや、エメレクがエクアドル代表の土台となっていたためである。ブラジルに関しては、サンパウロ州選手権チャンピオンのパルメイラスの優先して、リオデジャネイロ州選手権チャンピオンのヴァスコ・ダ・ガマがブラジルの代表となった。これは、1946 ブラジル州リーグ選抜選手権においてリオデジャネイロ代表が優勝したためである。ボリビアに関しては、首都のラパスの現チャンピオンが選ばれた。コロンビアでは当時クラブ選手権が開催されていなかった。ベネズエラはこの大会の4年後の1952年にCONMEBOLに加盟した。パラグアイのチームが参加しなかった理由は不明であるが、1947年のパラグアイ内戦が理由であったかもしれない。デポルティーボ・ムニシパルは、招待を辞退したペルーチャンピオンのアトレティコ・チャラコの代わりに出場した。

## 結果
| 順 | チーム                     | 試 | 勝 | 分 | 敗 | 得 | 失 | 差  | 点 |
| -- | -------------------------- | -- | -- | -- | -- | -- | -- | --- | -- |
| 1  | ヴァスコ・ダ・ガマ         | 6  | 4  | 2  | 0  | 12 | 3  | +9  | 10 |
| 2  | リーベル・プレート         | 6  | 4  | 1  | 1  | 12 | 4  | +8  | 9  |
| 3  | ナシオナル                 | 6  | 4  | 0  | 2  | 16 | 11 | +5  | 8  |
| 4  | デポルティーボ・ムニシパル | 6  | 3  | 0  | 3  | 12 | 11 | +1  | 6  |
| 5  | コロコロ                   | 6  | 2  | 2  | 2  | 11 | 11 | 0   | 6  |
| 6  | リトラル                   | 6  | 1  | 0  | 5  | 9  | 18 | −9  | 2  |
| 7  | エメレク                   | 6  | 0  | 1  | 5  | 4  | 18 | −14 | 1  |

| 2月11日 |

| コロコロ | 2 - 2 | エメレク |
|          |       |          |

| サンティアゴ |

| 2月14日 |

| ヴァスコ・ダ・ガマ | 2 - 1 | リトラル |
|                    |       |          |

| サンティアゴ |

| 2月14日 |

| ナシオナル | 3 - 2 | デポルティーボ・ムニシパル |
|            |       |                            |

| サンティアゴ |

| 2月18日 |

| リーベル・プレート | 4 - 0 | エメレク |
|                    |       |          |

| サンティアゴ |

| 2月18日 |

| ヴァスコ・ダ・ガマ | 4 - 1 | ナシオナル |
|                    |       |            |

| サンティアゴ |

| 2月21日 |

| リーベル・プレート | 2 - 0 | デポルティーボ・ムニシパル |
|                    |       |                            |

| サンティアゴ |

| 2月21日 |

| コロコロ | 4 - 2 | リトラル |
|          |       |          |

| サンティアゴ |

| 2月25日 |

| ナシオナル | 3 - 1 | リトラル |
|            |       |          |

| サンティアゴ |

| 2月25日 |

| ヴァスコ・ダ・ガマ | 4 - 0 | デポルティーボ・ムニシパル |
|                    |       |                            |

| サンティアゴ |

| 2月28日 |

| ヴァスコ・ダ・ガマ | 1 - 0 | エメレク |
|                    |       |          |

| サンティアゴ |

| 2月28日 |

| デポルティーボ・ムニシパル | 3 - 1 | コロコロ |
|                            |       |          |

| サンティアゴ |

| 3月3日 |

| リトラル | 3 - 1 | エメレク |
|          |       |          |

| サンティアゴ |

| 3月3日 |

| ナシオナル | 3 - 0 | リーベル・プレート |
|            |       |                    |

| サンティアゴ |

| 3月8日 |

| デポルティーボ・ムニシパル | 4 - 0 | エメレク |
|                            |       |          |

| サンティアゴ |

| 3月8日 |

| コロコロ | 1 - 1 | ヴァスコ・ダ・ガマ |
|          |       |                    |

| サンティアゴ |

| 3月9日 |

| リーベル・プレート | 5 - 1 | リトラル |
|                    |       |          |

| サンティアゴ |

| 3月9日 |

| コロコロ | 3 - 2 | ナシオナル |
|          |       |            |

| サンティアゴ |

| 3月14日 |

| ナシオナル | 4 - 1 | エメレク |
|            |       |          |

| サンティアゴ |

| 3月14日 |

| ヴァスコ・ダ・ガマ | 0 - 0 | リーベル・プレート |
|                    |       |                    |

| サンティアゴ |

| 3月17日 |

| デポルティーボ・ムニシパル | 3 - 1 | リトラル |
|                            |       |          |

| サンティアゴ |

| 3月17日 |

| リーベル・プレート | 1 - 0 | コロコロ |
|                    |       |          |

| サンティアゴ |